# Mokran Video
Mokran Video (tiếng Triều Tiên: 목란비데오; dịch tiếng Việt: Băng hình Mộc Lan) là một công ti có trụ sở tại Cộng hòa Dân chủ Nhân dân Triều Tiên, được thành lập vào tháng 12 năm 1992. Công ti này sở hữu bản quyền các tác phẩm video của Triều Tiên, và chịu trách nhiệm sản xuất và bán các bản ghi qua băng đĩa DVD và CD cho các tác phẩm. Cho đến năm 2012, có khoảng 50 ki-ốt bán băng đĩa DVD và CD của công ti Mokran Video ở Thành phố Bình Nhưỡng, công ti này phân phối các đĩa DVD và CD mới được ghi cho mọi ki-ốt bán hàng trên toàn quốc.

## Sơ lược
Mokran Video giới thiệu rằng, trong số các nội dung được sản xuất, phổ biến nhất là âm nhạc, phim ảnh và nghệ thuật sân khấu của Cộng hòa Dân chủ Nhân dân Triều Tiên, chẳng hạn như đạo cụ. Vào những năm 2000, ngoại ngữ dành cho trẻ em và thanh thiếu niên, DVD được coi là một trong những phương tiện để phục vụ việc học tập và DVD cũng được coi là phương tiện truyền thông có chứa những thành tựu kinh tế và công nghệ mới nhất, bao gồm cả nhận thức chung về thế giới và nền công nghiệp tri thức, đã được sản xuất và chúng được cho là rất phổ biến. Vào tháng 5 năm 2006, dưới sự chỉ đạo của lãnh tụ Kim Chính Nhật, một nhà máy sản xuất DVD được thành lập tại công ti Mokran Video, và tất cả các quy trình từ đầu vào nguyên liệu thô đến ép phun và làm nguội, mạ, kiểm tra và in ấn đều được thực hiện một cách tự động, giúp cho công ti này có thể sản xuất hàng trăm nghìn DVD mỗi ngày.

## Mở cửa nền văn hóa
Vào ngày 7 tháng 7 năm 2017, theo Đài Á Châu Tự Do, cửa hàng phân phối DVD và CD của Mokran Video đã bán ra các đĩa phim như The Lion King, Rapunzel, Winnie the Pooh và Kung Fu Panda của Walt Disney và đặc biệt hơn là có rất nhiều các bộ phim của Đông Âu và Ấn Độ được Mokran Video hạ giá bán với giá thấp.
Mokran Video, một trang web do chính Mokran Video điều hành, họ cho phép bạn được tải xuống các video của họ từ các nền tảng như Windows XP, Red Star OS và Android. Hơn nữa, bạn có thể xem video trực tuyến trên trang web này thông qua các hệ điều hành trên.

## Hợp tác
Vào năm 2011, công ti Mokran Video bắt đầu bán và phân phối trực tuyến các bộ phim và âm nhạc của Triều Tiên thông qua Công ty TNHH Kuk Jea Movie Video (Kuk Jea Movie Video Co., Ltd.) có trụ sở tại đặc khu hành chính Hồng Kông, Trung Quốc. Hai năm sau, vào tháng 11 năm 2013, trang chủ của Mokran Video đã bị xóa bỏ.